# كرايسس 3
كرايسس 3 (بالإنجليزية: Crysis 3)‏ هي لعبة فيديو من نوع تصويب من منظور الشخص الأول طورت من قبل كرايتيك ونشرت بواسطة إلكترونيك آرتس
على أجهزة بلاي ستيشن 3 وإكس بوكس 360 وويندوز. تم إصدراها في أمريكا الشمالية في 19 فبراير 2013 وأوروبا في 21 فبراير 2013. تم الكشف عنها من قبل إلكترونيك آرتس في أبريل 2012، اللعبة هي الجزء الثالث من سلسلة كرايسس وهي جزء متمم لكرايسس 2 التي صدرت في 2011.